# Lari georgiano
El lari (en georgiano: ლარი) es la moneda de curso legal de la República de Georgia. Se divide en 100 tetri (en georgiano: თეთრი). Su código ISO 4217 es GEL.
El nombre proviene de un antiguo vocablo georgiano que denota una posesión o propiedad, mientras que la palabra "tetri" deriva de una antigua moneda georgiana del siglo XIII.

## Historia
Tras la independencia de Georgia de la Unión Soviética en 1991, la nueva república emitió una moneda de transición para sustituir al rublo soviético en billetes, llamada kupon lari, a razón de 1 rublo por cupón. Debido a la hiperinflación que sufrió el país, se emitieron billetes que iban desde 1 a 1.000.000 de laris.
El 2 de octubre de 1995, el gobierno de Eduard Shevardnadze decidió crear una nueva moneda para sustituir los cupones. La tasa de cambio se fijó en 1 GEL = 1.000.000 de cupones. Desde entonces, el lari se ha mantenido relativamente estable.
Hasta 2014 la moneda carecía de símbolo. Aquel año se adoptó un símbolo basado en la letra del alfabeto georgiano ლ.

## Monedas
Las antiguas monedas fechadas en 1993 incluían denominaciones de 1, 2, 5, 10 y 20 tetri. A finales de 2006 se acuñaron tres nuevas monedas, de 1, 2, 5 y 10 lari.
| Denominación | Emisión   | Metal            | Metal            | Canto                       | Diámetro (mm) | Peso (g) | Grosor (mm) | Anverso                                                                                      | Reverso                                             | Imagen |
| Denominación | Emisión   | Anillo           | Centro           | Canto                       | Diámetro (mm) | Peso (g) | Grosor (mm) | Anverso                                                                                      | Reverso                                             | Imagen |
| ------------ | --------- | ---------------- | ---------------- | --------------------------- | ------------- | -------- | ----------- | -------------------------------------------------------------------------------------------- | --------------------------------------------------- | ------ |
| 1 Tetri      | 1993-2006 | Acero inoxidable | Acero inoxidable | Liso                        | 15,00         | 1,38     | 1,25        | Símbolo solar del Borjgali - საქართველოს რესკშბლიბა - REPUBLIC OF GEORGIA - año de acuñación | 1 თეთრი - Racimos de uvas                           |        |
| 2 Tetri      | 1993-2006 | Acero inoxidable | Acero inoxidable | Liso                        | 17,50         | 1,90     | 1,25        | Símbolo solar del Borjgali - საქართველოს რესკშბლიბა - REPUBLIC OF GEORGIA - año de acuñación | 2 თეთრი - Gallo                                     |        |
| 5 Tetri      | 1993-2006 | Acero inoxidable | Acero inoxidable | Liso                        | 20,00         | 2,50     | 1,32        | Símbolo solar del Borjgali - საქართველოს რესკშბლიბა - REPUBLIC OF GEORGIA - año de acuñación | 5 თეთრი - León de Alazani                           |        |
| 10 Tetri     | 1993-2006 | Acero inoxidable | Acero inoxidable | Liso                        | 22,00         | 3,00     | 1,27        | Símbolo solar del Borjgali - საქართველოს რესკშბლიბა - REPUBLIC OF GEORGIA - año de acuñación | 10 თეთრი - San Jorge                                |        |
| 20 Tetri     | 1993-2006 | Acero inoxidable | Acero inoxidable | Liso                        | 25,00         | 5,00     | 1,62        | Símbolo solar del Borjgali - საქართველოს რესკშბლიბა - REPUBLIC OF GEORGIA - año de acuñación | 20 თეთრი - Ciervo del pintor - Niko Pirosmanashvili |        |
| 50 Tetri     | 1993-2006 | Cuproníquel      | Cuproníquel      | Estriado GEORGIA საქართველო | 24,00         | 6,50     |             | Escudo de armas - საქართველო - año de acuñación                                              | 50 თეთრი                                            |        |
| 1 Lari       | 2006      | Cuproníquel      | Cuproníquel      | Estriado GEORGIA საქართველო | 26,20         | 7,80     |             | Escudo de armas - საქართველო - año de acuñación                                              | 1 ლარი                                              |        |
| 2 Lari       | 2006      | Cuproníquel      | Latón            | Estriado GEORGIA საქართველო | 27,00         | 8,00     |             | Escudo de armas - საქართველო - año de acuñación                                              | 2 ლარი                                              |        |

## Billetes
| Denominación | Efigie                  | Color predominante | Dimensiones | Imagen del anverso | Imagen del reverso |
| ------------ | ----------------------- | ------------------ | ----------- | ------------------ | ------------------ |
| 1 Lari       | Nikoloz Pirosmanashvili | Gris/Azul          | 115 × 61 mm |                    |                    |
| 2 Lari       | Zakharia Paliashvili    | Rosa/Verde         | 115 × 61 mm |                    |                    |
| 5 Lari       | Ivane Javakhishvili     | Marrón             | 115 × 61 mm |                    |                    |
| 10 Lari      | Akaki Tsereteli         | Azul               | 125 × 63 mm |                    |                    |
| 20 Lari      | Iliá Chavchavadze       | Amarillo/Marrón    | 131 × 65 mm |                    |                    |
| 50 Lari      | Reina Tamar             | Verde/Gris         | 135 × 66 mm |                    |                    |
| 100 Lari     | Shota Rustaveli         | Verde              | 140 × 67 mm |                    |                    |
| 200 Lari     | Kakutsa Cholokashvili   | Amarillo           | 146 × 72 mm |                    |                    |

### Familia de billetes del año 2016
Entre noviembre de 2016 y octubre de 2019, el Banco Nacional de Georgia emitió cinco billetes (en denominaciones de 5, 10, 20, 50 y 100 laris), que componen un nuevo juego completo. Los billetes en lari de la serie 2016-2019 son producidos por la Polish Security Printing Works (PWPW).
| Denominación | Efigie              | Color  | Dimensiones | Imagen del anverso | Imagen del reverso |
| ------------ | ------------------- | ------ | ----------- | ------------------ | ------------------ |
| 5 Lari       | Ivane Javakhishvili | Marrón | 115 × 61 mm |                    |                    |
| 10 Lari      | Akaki Tsereteli     | Azul   | 127 × 64 mm |                    |                    |
| 20 Lari      | Ilia Chavchavadze   | Rosa   | 131 × 65 mm |                    |                    |
| 50 Lari      | Reina Tamar         | Verde  | 135 × 66 mm |                    |                    |
| 100 Lari     | Shota Rustaveli     | Morado | 140 × 67 mm |                    |                    |